# بئر عيظه طرشوم (القطن)
'

تعديل مصدري - تعديل

بئر عيظه طرشوم هي إحدى قرى عزلة القطن بمديرية القطن التابعة لمحافظة حضرموت، بلغ تعداد سكانها 72 نسمة حسب تعداد اليمن لعام 2004.